# Indywidualne Mistrzostwa Polski w Zapasach 1936
12. Mistrzostwa Polski w Zapasach 1936 – zawody sportowe, które odbyły się 28 i 29 czerwca 1936 w Krakowie.
Mistrzostwa rozegrano w stylu klasycznym.

## Medaliści
| Kategoria:  | Złoto:                                              | Srebro:                                               | Brąz:                                           |
| 58 kg       | Antoni Rokita Rywal Warszawa                        | Eryk Kuchta Sokół II Katowice                         | Rozpleszcz Poznań                               |
| 62 kg       | Marian Świętosławski Elektryczność Warszawa         | Karol Marcok Strzelec Nowy Bytom                      | Czesław Kawał Wima Łódź                         |
| 67 kg       | Henryk Szlązak Legia Warszawa                       | Władysław Krysmalski Policyjny Klub Sportowy Katowice | Ryszard Dworok Strzelec Nowy Bytom              |
| 73 kg       | Zbigniew Szajewski Policyjny Klub Sportowy Warszawa | Piotr Neuff Legia Warszawa                            | Erwin Hinz Wima Łódź                            |
| 79 kg       | Maksymilian Bugla Sokół II Katowice                 | Teodor Krysmalski Policyjny Klub Sportowy Katowice    | Feliks Rejniak Policyjny Klub Sportowy Warszawa |
| 87 kg       | Bronisław Falkiewicz Elektryczność Warszawa         | Nowak Sokół II Katowice                               | Eryk Urgacz Sokół II Katowice                   |
| ponad 87 kg | Brunon Cymmer Wima Łódź                             | Stanisław Iłczyk Policyjny Klub Sportowy Warszawa     | Szegła Śląsk                                    |